# Tour della nazionale maschile di rugby a 15 del Canada 2008
Dopo i mondiali di rugby del 2007 (eliminata alla prima fase), la nazionale canadese di rugby union si reca in tour varie volte.
Nel 2008 i canadesi subiscono in Europa, due pesantissime sconfitte senza appello, con Irlanda e Scozia, una sconfitta malgrado una buona prestazione con il Galles ed una vittoria contro il modesto Portogallo.

## Risultati
| Arbitro: | Peter Allan |

| |            | |
| mete: Silva trasf.: Leal c.p.: Leal 2 | Marcatori  | mete: Kleeberger Pritchard trasf.:Pritchard c.p.: Pritchard (3) |
| 15 Pedro Silva 14 Aderito Esteves, 11 Goncalo Foro 13 David Mateus, 12 Diogo Mateus 10 Pedro Cabral, 9 Pedro Leal 8 Tiago Girao, 7 S. Palha, 6 Vasco Uva 5 Juan Severino Somoza, 4 David dos Reis 3 Diogo Fialho, 2 Joao Correia (c), 1 Joao Junior sostituti: 16 Juan Murre, 17 Duarte Figueiredo 18 Valter Jorge, 19 Julien Bardy 20 L. Kadosh, 21 Duarte Pinto, 22 Diogo Gama, | Formazioni | 15 James Pritchard 14 Dean van Camp, 11 Phil MacKenzie 13 Bryn Keys, 12 Ryan Smith 10 Ander Monro, 9 Morgan Williams 8 Aaron Carpenter, 7 Adam Kleeberger, 6 Andrew Fagan 5 Stu Ault, 4 Tyler Hotson 3 Mike Pletch, 2 Pat Riordan (c), 1 Kevin Tkachuk sostituti: 16 Frank Walsh, 17 T. Robertson 18 L.Cudmore, 19 Jebb Sinclair 20 Sean Duke, 21 N. Hirayama, 22 Sean White, |

| Arbitro: | Christophe Berdos |

| |            | |
| mete: Earls 3' Kearney 13' 35 Heaslip 30' Bowe (2) 40' 80' m D. Wallace 68' Quinlan 80' trasf.: O'Gara (5) P. Wallace c.p.: O'Gara 7' | Marcatori  | |
| 15 Keith Earls 14 Tommy Bowe, 11 Rob Kearney 13 Brian O'Driscoll (c), 12 Luke Fitzgerald 10 Ronan O'Gara, 9 Eoin Reddan 8 Jamie Heaslip, 7 S. Jennings, 6 St. Ferris 5 Paul O'Connell, 4 Donncha O'Callaghan 3 Tony Buckley, 2 Jerry Flannery, 1 Marcus Horan sostituti: 16 Rory Best, 17 John Hayes 18 Alan Quinlan, 19 David Wallace 20 Peter Stringer, 21 Paddy Wallace, 22 Shane Horgan, | Formazioni | 15 James Pritchard 14 Ciaran Hearn, 11 Justin Mensah-Coker 13 Bryn Keys, 12 Ryan Smith 10 Ander Monro, 9 Ed Fairhurst 8 A. Carpenter, 7 A.Kleeberger, 6 S.M. Stephen 5 Josh Jackson, 4 Mike Burak 3 Jon Thiel, 2 Pat Riordan (c), 1 Kevin Tkachuk sostituti: 16 Mike Pletch, 17 Frank Walsh 18 Tyler Hotson, 19 Jebb Sinclair 20 Morgan Williams, 21 Matt Evans, 22 Phil MacKenzie |

| Arbitro: | Stuart Dickinson |

| |            | |
| mete: Stoddart 24' Halfpenny (2) 39' 80' Penalty try (2) 58' 70' trasf.: Biggar (3) c.p.: Biggar 46' | Marcatori  | mete: Smith 74 trasf.: Van Camp c.p.: Pritchard (2) 10', 31 |
| 15 Morgan Stoddart 14 Leigh Halfpenny, 11 Mark Jones 13 Tom Shanklin, 12 Andrew Bishop 10 James Hook, 9 Martin Roberts 8 Ryan Jones (c), 7 Ro. Sowden-Taylor, 6 D. Jones 5 Luke Charteris, 4 Ian Gough 3 Rhys M. Thomas, 2 Richard Hibbard, 1 John Yapp sostituti: 16 Matthew Rees, 17 Eifion Roberts 18 Alun-Wyn Jones, 19 Andy Powell 20 Dwayne Peel, 21 Dan Biggar, 22 Jamie Roberts, | Formazioni | 15 James Pritchard 14 Ciaran Hearn, 11 Justin Mensah-Coker 13 Bryn Keys, 12 Ryan Smith 10 Ander Monro, 9 Ed Fairhurst 8 A. Carpenter, 7 Adam Kleeberger, 6 J. Sinclair 5 Josh Jackson, 4 Tyler Hotson 3 Jon Thiel, 2 Pat Riordan (c), 1 Kevin Tkachuk sostituti: 16 Mike Pletch, 17 Frank Walsh 18 Mike Burak, 19 Sean-Michael Stephen 20 M. Williams, 21 Matt Evans, 22 D. van Camp, |

| Arbitro: | George Clancy |

| |            | |
| mete: Walker 2' 70'Cairns 37' Barclay 42' c Strokosch 56' c Lamont 73' m trasf.: c.p.: Godman 34' | Marcatori  | |
| 15 Rory Lamont 14 Simon Webster, 11 Nikki Walker 13 Ben Cairns, 12 Nick de Luca 10 Phil Godman, 9 Mike Blair (c) 8 Simon Taylor, 7 J. Barclay, 6 A. Strokosch 5 Jim Hamilton, 4 Nathan Hines 3 Euan Murray, 2 Ross Ford, 1 Allan Jacobsen sostituti: 16 Dougie Hall, 17 A.r Dickinson 18 Matt Mustchin, 19 Scott Gray 20 R. Lawson, 21 Dan Parks, 22 Max Evans, | Formazioni | 15 James Pritchard 14 Sean Duke, 11 Justin Mensah-Coker 13 Ciaran Hearn, 12 Ryan Smith 10 Matt Evans, 9 Ed Fairhurst (c) 8 Aaron Carpenter, 7 A. Kleeberger, 6 J. Sinclair 5 Josh Jackson, 4 Tyler Hotson 3 S. Franklin, 2 Mike Pletch, 1 Kevin Tkachuk sostituti: 16 Frank Walsh, 17 Jason Marshall 18 Mike Burak, 19 S.M. Stephen 20 Morgan Williams, 21 N. Hirayama, 22 Bryn Keys, |